# Richmond Heights (Missouri)
Richmond Heights ist eine Stadt im St. Louis County im US-Bundesstaat Missouri. Das U.S. Census Bureau hat bei der Volkszählung 2020 eine Einwohnerzahl von 9286 ermittelt.

## Geographie
Die Koordinaten von Richmond Heights liegen bei 38°37'42" nördlicher Breite und 90°19'43" westlicher Länge.
Nach Angaben der United States Census 2010 erstreckt sich das Stadtgebiet von Richmond Heights über eine Fläche von 5,96 Quadratkilometer (2,30 sq mi).

## Bevölkerung
Nach der United States Census 2010 lebten in Richmond Heights 8603 Menschen verteilt auf 4244 Haushalte und 2012 Familien. Die Bevölkerungsdichte betrug 1443,5 Einwohner pro Quadratkilometer (3740,4/sq mi).
Die Bevölkerung setzte sich 2010 aus 81,7 % Weißen, 11,6 % Afroamerikanern, 4,2 % Asiaten, 0,2 % amerikanischen Ureinwohnern, 0,5 % aus anderen ethnischen Gruppen und 1,8 % stammten von zwei oder mehr Ethnien ab.
In 20,9 % der Haushalte lebten Personen unter 18 Jahre und in 10,4 % Menschen die 65 Jahre oder älter waren. Das Durchschnittsalter betrug 38,6 Jahre und 46,8 % der Einwohner waren männlich.